# Franz Heritsch
Franz Heritsch (* 26. Dezember 1882 in Graz, Österreich-Ungarn; † 17. April 1945 ebenda) war ein österreichischer Geologe und Paläontologe.

## Leben
Heritsch studierte an der Universität Graz, wo er 1906 zum Dr. phil. promoviert wurde und habilitierte sich 1909 ebenda. Anfangs arbeitete Heritsch als Gymnasiallehrer. Seit 1921 lehrte er an der Universität Graz Geologie und Paläontologie, zunächst als außerordentlicher Professor, von 1924 bis 1945 als ordentlicher Professor.
Heritsch war seit 1935 korrespondierendes und ab 1941 ordentliches Mitglied der Akademie der Wissenschaften in Wien und war Mitglied der Leopoldina.
Er war der Vater des Mineralogen Haymo Heritsch.

## Veröffentlichungen (Auswahl)
- Untersuchungen zur Geologie des Paläozoikums von Graz. I. Die Fauna und Stratigraphie der Schichten mit Heliolites Barrandei. In: Denkschriften der Kaiserlichen Akademie der Wissenschaften. Mathematisch-Naturwissenschaftliche Classe. 92, 1915, S. 551–614.
- Untersuchungen zur Geologie des Paläozoikums von Graz. II. Die geologische Stellung der Schichten mit Heliolites Barrandei in der Umgebung von Graz (mit Ausschuß des Hochlantschgebietes). In: Denkschriften der Kaiserlichen Akademie der Wissenschaften. Mathematisch-Naturwissenschaftliche Classe. 94, 1917, S. 53–112.
- Untersuchungen zur Geologie des Paläozoikums von Graz. III. Das Davon der Hochlantschgruppe. IV. Die tieferen Stufen des Paläozoikums von Graz. In: Denkschriften der Kaiserlichen Akademie der Wissenschaften. Mathematisch-Naturwissenschaftliche Classe. 1917, S. 313–374.
- Die Deckentheorie in den Alpen. Alpine Tektonik 1905 - 1925. In: Fortschritte der Geologie und Palaeontologie. Band VI Heft 17. Borntraeger, Berlin 1927 (Digitalisat).
- Faunen aus dem Silur der Ostalpen. In: Abhandlungen der Geologischen Bundesanstalt. 23, 1929, S. 1–183.
- Versteinerungen aus dem Karbon der Karawanken und Karnischen Alpen. In: Abhandlungen der Geologischen Bundesanstalt. 23, Heft 3, Wien 1931.
- Geologischer Führer durch die Zentralalpen östlich von Katschberg und Radstädter Tauern. Sammlung Geolog. Führer 32, Borntraeger 1926.